# Ahmed El Bidaoui
Ahmed El Bidaoui (احمد البيداوي) (1991 - 1918 en Salé) fue un compositor, músico y cantante marroquí.

## Estilo
Iniciador y digno representante de la modernidad en la música marroquí, su música aparece inmediatamente después de la Independencia de su país, en un momento en el que el sentimiento nacionalista marroquí se sentía con fuerza. Participa en la creación y asume la dirección de la Orquesta Real de Música Moderna. 
Sigue personificando la autenticidad de la canción marroquí sabiendo sacar también partido de sus experiencias musicales en Egipto, donde vivió hasta 1956. El Bidaoui ha compuesto también canciones para otros artistas.

## Ahmed El Bidaoui y la composición
Ahmed El Bidaoui define la función del compositor como alguien que organiza una sucesión de sonidos. Así, un compositor de música es un músico creador.
Además, el compositor supone la existencia de un intérprete, que en su caso coinciden. Artista completo, Ahmed El Bidaoui compone e interpreta la casi totalidad de sus canciones. Canciones eternas por sus palabras, sus temas, su música... que el Marroquí conocen por corazón e interpretan aún hoy con deleite y nostalgia. 
Entre los músicos que pidieron prestado el planteamiento artístico del compositor se encuentra, en particular, a Eluahou Bohbot que integra por otra parte a su tropa. Abdelkader Rachdi le sucede a la cabeza la Orquesta nacional del RTM.
Hoy día, el festival de la canción marroquí es la ocasión para los artistas de hacerse conocer en la composición y la interpretación de las obras musicales modernas marroquíes. Se le rinde regularmente homenaje en el Festival de Volubilis. Este festival acoge cada año una multitud de artistas venidos de toda cultura así como de los coloquios, de las exposiciones y proyecciones de películas al margen del festival.
Varios lugares en Marruecos, en Casablanca llevan su nombre.

## Títulos conocidos
- Al far’ha al koubra (la grande felicidad)
- Ya Sahiba Essawlati wa Sawlajane
- Nachid Ndaâ El Watan
- Ya Mawtteni
- Ounchoudat lhoub
- Yahabibi afiq
- Habibi ta âla
- An ser dam'i betess' al leih
- Ilayki
- 3odta ya khayra imami